# Dava Way

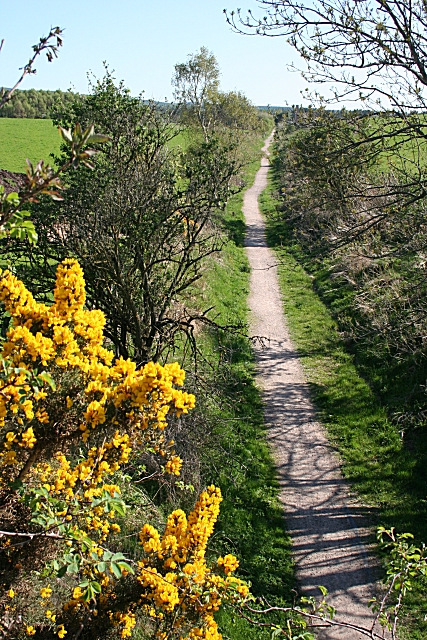

De Dava Way is een langeafstandswandelpad (Great Trail) in Schotland. Het pad op uit 2005 is 38 kilometer lang en loopt van Grantown-on-Spey tot Forres.